# Lilas Lefort
Lilas Lefort (* 6. Januar 1979) ist eine französische Badmintonspielerin. Jean-Michel Lefort ist ihr Bruder.

## Karriere
Lilas Lefort gewann in Frankreich drei Juniorentitel in den Jahren 1996 und 1997. Bei den französischen Hochschulmeisterschaften war sie von 1998 bis 2002 vier Mal erfolgreich. 1997 nahm sie an den Badminton-Weltmeisterschaften teil und wurde dort 33. im Damendoppel.

## Sportliche Erfolge
| Saison    | Veranstaltung                                 | Disziplin   | Platz | Name                              |
| --------- | --------------------------------------------- | ----------- | ----- | --------------------------------- |
| 1992/1993 | Französische Nachwuchsmeisterschaft (Minimes) | Damendoppel | 1     | Caroline Hédouin / Lilas Lefort   |
| 1994/1995 | Französische Nachwuchsmeisterschaft (Cadets)  | Dameneinzel | 1     | Lilas Lefort                      |
| 1995/1996 | Französische Juniorenmeisterschaft            | Dameneinzel | 1     | Lilas Lefort                      |
| 1996/1997 | Französische Juniorenmeisterschaft            | Dameneinzel | 1     | Lilas Lefort                      |
| 1996/1997 | Französische Juniorenmeisterschaft            | Damendoppel | 1     | Lilas Lefort / Virginie Luty      |
| 1997      | Weltmeisterschaft                             | Damendoppel | 33    | Lilas Lefort / Tatiana Vattier    |
| 1997/1998 | Französische Hochschulmeisterschaft           | Damendoppel | 1     | Lilas Lefort / Marie Le Caranta   |
| 1999/2000 | Französische Hochschulmeisterschaft           | Mixed       | 1     | Jean-Michel Lefort / Lilas Lefort |
| 1999/2000 | Französische Hochschulmeisterschaft           | Dameneinzel | 1     | Lilas Lefort                      |
| 2001/2002 | Französische Hochschulmeisterschaft           | Dameneinzel | 1     | Lilas Lefort                      |